# ちんかめ
ちんかめとは、宝島社の男性向けファッション雑誌「smart」内で1997年より連載されている、フォトグラファー内藤啓介によるグラビア企画。
シリーズの写真集も多数刊行されている。
『おしゃれなヌード』として始まり、2011年以降は水着着用のグラビアとなった。

## 概要
ちんかめは、1997年から宝島社の男性ファッション誌『smart』で連載されているグラビア企画。
女の子にも受けるおしゃれなヌードをテーマにカメラマンの内藤啓介によって撮影されている。内藤の仲間内でのあだ名が『ちんさん』だったことから、『ちんさんのカメラ』という意味で『ちんかめ』と名づけられた。『ちんさん』というあだ名は、コメディアンの内藤陳に由来している。毎回一人の女性にフィーチャーし、ただ脱ぐだけではないおしゃれで芸術性のあるグラビアを撮影する。
2007年9月号には、特別付録として明かりを照らすと女の子のヌードが映し出される『ちんかめライト』というキーホルダー型のミニライトが付属。
2011年春からヌード掲載を封印し、7月号より水着グラビア連載へと変わった。リニューアル第1回のモデルは吉木りさ。
2012年12月24日発売の『smart』2月号では『ヱヴァンゲリヲン新劇場版』とのコラボレーションで登場人物の1人である、式波・アスカ・ラングレーのセミヌードが掲載された。描き下ろしは『ヱヴァンゲリヲン新劇場版:Q』の総作画監督である本田雄、スタイリングは伊賀大介が担当した。
2015年3月号で「ちんかめ」のヌードグラビアが復活。第1弾モデルは紗倉まな。

## 書籍等

### 写真集
- ちんかめ（2000年11月2日、宝島社）
- ちんかめBOX（2002年4月25日、宝島社）
- ちんかめ２（2003年12月19日、宝島社）
- ちんかめ３（2006年12月11日、宝島社）
- ちんかめ４（DVD付）（2009年10月19日、宝島社）
- CHING CAME GOLDEN BEST!（2011年8月22日、宝島社）
- ちんかめ the IDOL（2013年9月2日、宝島社）ISBN 978-4800215451

### ムック
- ちんかめ1997-2007 BEST!（2007年12月15日、宝島社）

### 文庫
- ちんかめ　（2001年10月25日、宝島社）
- ちんかめ２（2004年6月25日、宝島社）
- ちんかめ３（2008年8月21日、宝島社）

## 出演モデル

### 2011年以降
- 吉木りさ
- 芹那（SDN48）
- 手島優
- 杉原杏璃
- 原幹恵
- 松本さゆき
- 磯山さやか
- 川村ゆきえ
- 谷澤恵里香
- 小池唯
- 佐藤由加理
- 池田夏希
- 菜乃花
- 奥仲麻琴（PASSPO☆）
- 仁藤みさき
- 和田絵理
- 小島瑠璃子
- 佐山彩香
- 式波・アスカ・ラングレー
- 今野杏南
- Yun*chi
- 壇蜜
- 星名美津紀
- 岸明日香
- 大場美奈（AKB48）
- 筧美和子
- 佐野ひなこ
- 中村静香
- 入山杏奈（AKB48）
- 西崎莉麻
- 小野ののか
- 足立梨花
- 篠崎愛
- 小泉梓
- 橋本甜歌

## スタッフ

### スタイリング
- 毛内聡子
- 伊賀大介